# Дисконци-Стемпелати (Виченца)
Дисконци-Стемпелати је насеље у Италији у округу Виченца, региону Венето.
Према процени из 2011. у насељу је живело 124 становника. Насеље се налази на надморској висини од 669 м.